# پرندگان آوازخوان
پرندگان آوازخوان یا مرغان آوازخوان یا گنجشک‌سانیان (Passeri) یا آهنگ‌مرغ‌ها گونه‌ای از پرندگان هستند که برای برقراری ارتباط با همنوعانشان آواز می‌خوانند. پرندگان آوازخوان برخلاف سایر پرندگان که با صدا مکان مناسب برای تولیدمثل را به یکدیگر خبر می‌دهند یا پرنده جنس مخالف را به خود جذب می‌کنند، برای مکالمه با هم اصواتی آهنگین تولید می‌کنند.
پرندگان آوازخوان، مرغان شاخه‌نشین به‌شمار می‌روند و پاهایی با ۳ انگشت رو به جلو و یک انگشت رو به عقب دارند.
از نظر تنوع و گوناگونی، پرندگان آوازخوان بسیارند؛ در جهان بیش از ۴۲۵۰ گونه پرنده آوازخوان وجود دارد که از نظر شکل منقار، غذا، نحوه شکار، زیستگاه‌ها و… با هم متفاوت‌اند. پرندگان آوازخوان تقریباً با اغلب زیستگاه‌ها سازگاری دارند و در همه جای جهان به جز دریاها و آب‌های شیرین مشاهده می‌شوند.
برخی از پرندگان آوازخوان نظیر پرستو و چلچله که از حشرات تغذیه می‌کنند، با شروع فصل سرما به نواحی گرمسیر مهاجرت می‌کنند تا بتوانند غذای خود را تهیه کنند.
خوراک اغلب پرندگان آوازخوان حشرات است. برخی دیگر از دانه‌ها یا شیره گیاهان، میوه‌ها و توت‌ها تغذیه می‌کنند. شکل منقار این پرندگان بسته به نوع خوراک و نحوه شکارشان متفاوت است. به عنوان مثال مرغ عسل‌خوار آفریقایی که خوراکش شیره گیاهان است منقاری بلند و خمیده دارد. یا مرغ منقارصلیبی از شکل ضربدری نوکش برای باز کردن میوه‌های کاج استفاده می‌کند. طوطی سهره که از دانه گیاهان تغذیه می‌کند با نوک کوچک و نیرومندش دانه‌ها را می‌شکند. چکاوک برای شکار حشره‌ها از میان سنگ‌ها از منقار کوچک نوک‌تیزش کمک می‌گیرد.
|          |  |           |
| مرغ جولا |  | کلاغ هندی |

|                |  |             |
| چرخ‌ریسک سر آبی |  | بلبل سرخ‌چشم |

پرجمعیت‌ترین پرنده در جهان کویلای نوک‌سرخ است که بیش از ۵/۱ میلیارد از آن در جهان وجود دارد. در هر گروه اجتماعی از کویلاهای نوک‌سرخ ممکن است تا ۱۰ میلیون لانه وجود داشته باشد. جولاهای آفریقایی که پرندگانی اجتماعی هستند بزرگ‌ترین لانه‌های اجتماعی جهان را می‌سازند. در هر لانه جولا تقریباً۲۵۰ محفظه تو در تو وجود دارد.
از دیگر پرندگان آوازخوان می‌توان به بلبل، پرنده آبی کوهی، پرنده گاوی نوک‌سرخ، چرخ‌ریسک سرآبی، کلاغ، مرغ جولای روستایی و … اشاره کرد.